# جونيرة أرجوانية داكنة
جونيرة أرجوانية داكنة (الاسم العلمي:Gunnera atropurpurea) هي نوع من النباتات تتبع جنس الجونيرة من الفصيلة الجونيرية.